# Protettorato
Nel diritto internazionale un protettorato è uno Stato o un territorio controllato (protetto) da uno Stato più forte (protettore), il quale si riserva di rappresentarne integralmente la personalità nell'ambito del diritto internazionale. Dal punto di vista del diritto interno, invece, lo Stato protetto mantiene una certa autonomia per quanto riguarda gli affari interni e non è un possedimento dello Stato protettore (in senso stretto, così come la colonia), il quale si impegna a tutelarne gli interessi dirigendo i suoi affari esteri, organizzando la sua difesa e attuando una certa influenza politica.
Non è da confondere con l'istituto del mandato di potenza protettrice, che si ha quando una nazione subentra a un'altra nazione nella rappresentanza diplomatica nei confronti di una terza, qualora le ultime due abbiano interrotto i rapporti diplomatici.

## Descrizione
È un termine usato nel diritto internazionale per indicare un accordo, pattuito generalmente fra due stati, uno dei quali si impegna, attraverso la firma di una convenzione, a proteggere l'altro. In virtù di questo accordo, lo Stato protetto affida la gestione dei propri affari internazionali (politici, commerciali ed economici) allo Stato protettore. 
Il protettorato di solito viene lasciato governare da un rappresentante dello Stato protetto, e questa condizione è stabilita da un trattato e i cittadini non vengono equiparati; in questo senso il protettorato è una specie di dipendenza, anche se sotto certi aspetti meno gravosa della colonia.
Nel XIX secolo e nella prima metà del XX in realtà fu uno strumento usato dalle grandi potenze che lo imposero con decisione unilaterale a vari paesi coloniali, dichiarati formalmente autonomi, ingerendosi anche nella loro politica interna.

Bandiera ufficiale per il protettorato britannico 1817-1864 "Unione delle Isole Ionie".

## Tipologie
Il termine fu coniato nel 1815 per giustificare l'occupazione di Corfù e delle altre 7 isole greche nel mar Ionio (tra cui anche Cefalonia, Itaca e Zante) da parte dell'impero britannico. Il protettorato venne poi formalizzato il 2 maggio 1817 con il nome di Unione delle Isole Jonie (Kratos ton Enomenon Ionion Neson).
In seguito lo strumento del protettorato venne poi estensivamente usato da tutte le potenze coloniali.

### Impero britannico
- Swaziland (1846 - 1968)
- Brunei (1888 - 1984)
- Zanzibar (1890 - 1963)
- Oman nel 1891
- Egitto (1914 - 1922)

### Impero coloniale francese
- Tunisia (1850 - 1956)
- Laos (1869 - 1953)
- Cambogia (1863 - 1953)
- Marocco (1912 - 1956)

### Impero coloniale tedesco
- Camerun (1884 - 1919)
- Burundi (1894 - 1919)

### Germania nazista
- Protettorato di Boemia e Moravia (1938-1945)
- Danimarca (1940 - 1943)

### Impero Austro-ungarico
- Bosnia-Erzegovina (1878 - 1918)
- Regno Lombardo-Veneto (1815 - 1866)

### Regno d'Italia
- Regno Albanese (1939-1944): Stato vassallo dipendente dall'Italia sotto la corona di Vittorio Emanuele III;
- Etiopia: Il 2 maggio 1889 Il Trattato di Uccialli, nella versione in lingua italiana, stabiliva che l'Etiopia doveva diventare un protettorato italiano, mentre la versione in lingua amarico etiope affermava semplicemente che l'imperatore poteva, se lo desiderava, attraverso l'Italia per condurre gli affari esteri. Quando vennero alla luce le differenze nelle versioni, l'imperatore Menelik II abrogò prima l'articolo in questione (XVII) e poi l'intero trattato. L'evento culminò nella guerra di Abissinia, in cui l'Etiopia vinse e difese la sua sovranità nel 1896.
- Sultanato dei Migiurtini dal 7 aprile 1889 sotto protettorato italiano, poi nel 1927 inglobato nella Somalia italiana.
- Sultanato di Obbia dal dicembre 1888 sotto protettorato italiano, poi nell'ottobre 1925 inglobato nella Somalia italiana.

### Impero Russo
- Regno del Congresso  (1815 - 1915)
- Granducato di Finlandia (1809 - 1915)

### Stati Uniti
- Groenlandia, assegnata dalla Danimarca agli USA durante la seconda guerra mondiale il 9 aprile 1940 fino al 1945.